# Merostachys glauca
Merostachys glauca är en gräsart som beskrevs av Mcclure och Lyman Bradford Smith. Merostachys glauca ingår i släktet Merostachys och familjen gräs. Inga underarter finns listade i Catalogue of Life.